# Saturn AL-31

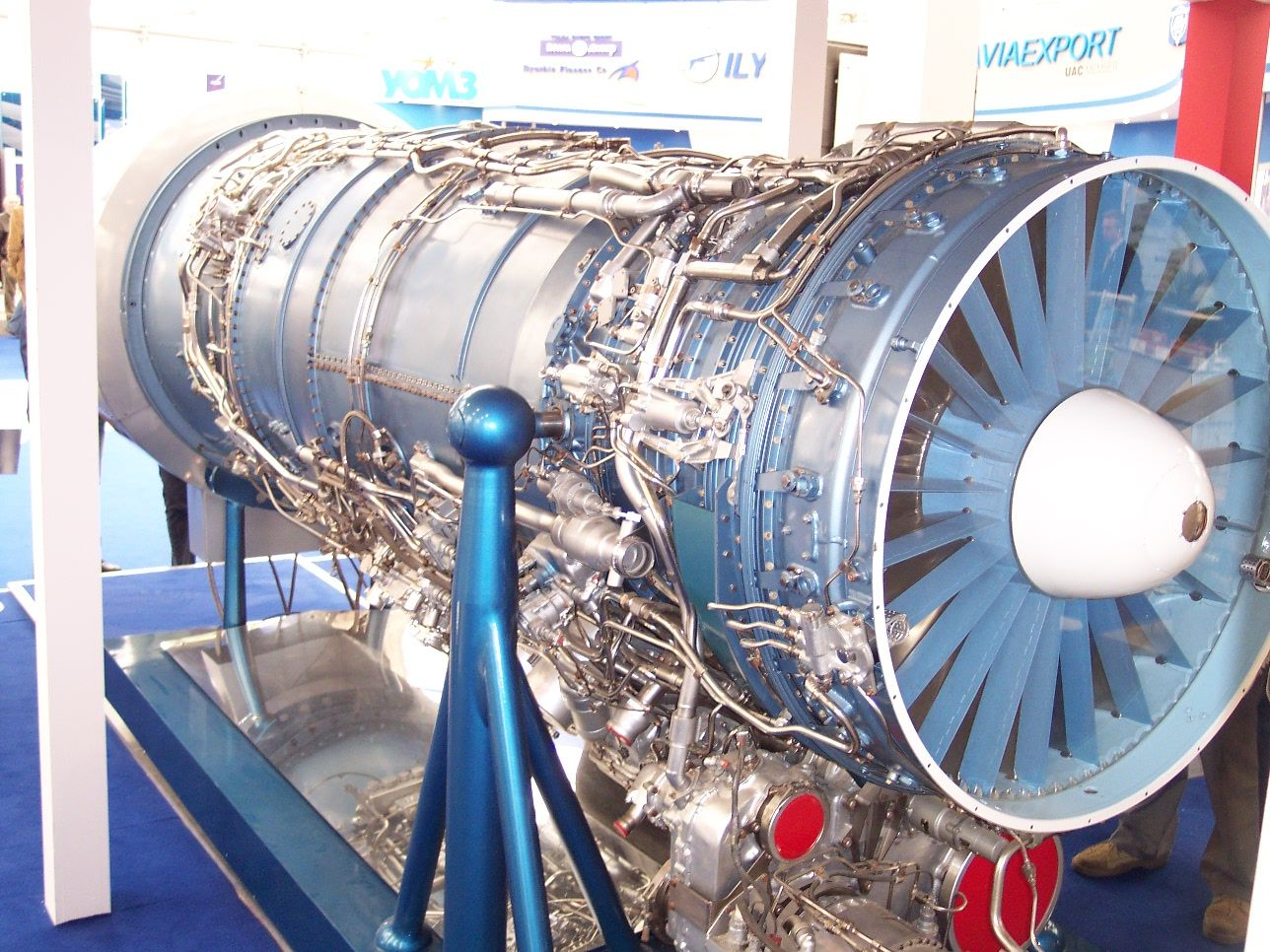
Saturn AL-31FN

Das Saturn AL-31F ist ein Mantelstromtriebwerk des russischen Triebwerksherstellers NPO Saturn. Das ursprünglich vom Konstruktionsbüro Ljulka (Archip Michailowitsch Ljulka – AL) entworfene Triebwerk wurde für die Su-27 entwickelt und bildet die Grundlage für zahlreiche Weiterentwicklungen.

## Varianten
AL-31F
Initialversion für die Su-27; in den Varianten F1 bis F3 verfügbar.
AL-31FL
AL-31F Variante mit reduziertem Nebenstromverhältnis.
AL-31FM
Stark modernisierte Version des AL-31F mit erhöhter Schubkraft, die in den Varianten M1 bis M3 vorliegt. Die ursprünglich nur als Testreihe gedachte Serie gilt inzwischen in der Version M3 als mögliche Alternative zum 117S für die Suchoi Su-57, nachdem die Entwicklung des AL-41F eingestellt wurde. Das AL-31FM wird teilweise auch als AL-35FM bezeichnet, wobei es sich nicht um das AL-35F für die Su-34 handelt.
AL-31FN
Exportversion des AL-31F für die chinesische J-10A.
AL-31FP
Das AL-31FP wurde, in Zusammenarbeit mit HAL, aus der Testreihe AL-31FM1 für die indische Su-30MKI entwickelt. Es verfügt über eine 3D-Schubvektorsteuerung, welche die Austrittsdüsen mit einer Rate von 30°/s um 15° in alle Richtungen bewegen kann.

### Weiterentwicklungen
AL-32M
Nachbrennerlose Zivilversion des AL-31F für das Überschall-Verkehrsflugzeug Tupolew Tu-444.
AL-35F
Weiterentwicklung des AL-31FM für die Su-34 mit bis zu 137,21 kN Schub.
AL-37FU
Weiterentwicklung des AL-31F mit Schubvektorsteuerung für die Su-37, die zunächst auch als AL-31FU bezeichnet wurde.
117S
Das NPO Saturn 117S ist eine umfassende Weiterentwicklung auf Basis des AL-31F. Es wurde für die Su-35BM entwickelt, wobei der Schwerpunkt auf der Erhöhung des Trockenschubs lag, um Überschallgeschwindigkeiten ohne Nachbrenner zu erreichen (Supercruise). Dafür wurde der Fan-Durchmesser um 3 % erhöht (932 statt 905 mm) und eine komplett überarbeitete digitale Regelung (FADEC) eingebaut. Gleichzeitig wurde die Schubvektorsteuerung des AL-31FP übernommen. Die MTBO-Dauer konnte von 500 auf 1000 Stunden, die maximale Lebensdauer von 1500 auf 4000 Stunden erhöht werden. Das 117S trägt auch die Bezeichnung AL-41FA1, ist aber nicht zu verwechseln mit dem AL-41F.
Das Saturn 117S wurde als Übergangslösung für die Suchoi Su-57 entwickelt, bis das vorgesehene Triebwerk mit der Bezeichnung Erzeugnis 30 (russisch Изделие 30) serienreif ist. Das Erzeugnis 30 soll 30 % weniger Gewicht und 30 % geringere Betriebskosten haben sowie kostengünstiger sein. Testflüge begannen 2017 und waren 2020 noch im Gange. Zu diesem Zeitpunkt sollte die Serienproduktion der Su-57 mit diesem Triebwerk 2022 beginnen. Dabei hat das Isdelje 30 Triebwerk technisch nichts mehr mit dem Triebwerk der Su-35 zu tun.

## Technische Daten
| Variante                    | AL-31F1   | AL-31F3   | AL-31FL   | AL-31FM   | AL-31FN   | AL-31FP   |
| --------------------------- | --------- | --------- | --------- | --------- | --------- | --------- |
| Länge:                      | 4,990 m   | k. A.     | 4,990 m   | k. A.     | k. A.     | k. A.     |
| Durchmesser:                | 905 mm    | 905 mm    | 905 mm    | 905 mm    | 905 mm    | 905 mm    |
| Masse:                      | 1.570 kg  | k. A.     | k. A.     | k. A.     | k. A.     | k. A.     |
| Maximaler Trockenschub:     | 74,50 kN  | 75,06 kN  | 74,50 kN  | 79,43 kN  | 76,20 kN  | 79,43 kN  |
| Maximaler Nachbrennerschub: | 122,58 kN | 125,57 kN | 122,58 kN | 144,54 kN | 124,54 kN | 130,76 kN |